# Zdeněk Chmelík
Zdeněk Chmelík (* 20. prosince 1975 Liberec) je český podnikatel a politik, od ledna 2023 do září 2024 předseda Liberecké krajské organizace TOP 09, od října 2018 do září 2022 zastupitel města Liberec.

## Život
Maturitu získal na Střední průmyslové škole strojní a elektrotechnické v Liberci v r. 1994. Je jednatelem a technickým ředitelem společnosti s r. o. METALO, která vyrábí automatizované vjezdové a parkovací systémy (vrata, závory, brány aj.) a za rok 2020 dosáhla čistý obrat 41,9 mil. Kč.
Je ženatý a má dva syny. Mezi jeho zájmy patří turistika a vodáctví. Je členem spolku NISAMARATHON, který každoročně pořádá vodácko-běžecké závody korytem řeky Nisy z Jablonce nad Nisou do Trojzemí u Hrádku nad Nisou.

## Politická kariéra
V roce 2009 vstoupil jako jeden z prvních členů do nově vzniklé politické strany TOP 09. Ve straně zastává pozici člena Výkonného výboru TOP 09 a od ledna 2019 i předsedy Regionální organizace TOP 09 Liberec.
Ve volbách do Poslanecké sněmovny PČR v roce 2013 kandidoval v Libereckém kraji za TOP 09 s podporou Starostů ze 16. místa, získal 336 preferenčních hlasů, ale nebyl zvolen.
V komunálních volbách v roce 2014 kandidoval do Zastupitelstva města Liberec za TOP 09 ze 16. místa a získal 1409 hlasů. Mandát ale nezískal.
V krajských volbách v roce 2016 kandidoval do Zastupitelstva Libereckého kraje za TOP 09 ze 46. místa, získal 13 preferenčních hlasů a opět nebyl zvolen.
Ve volbách do Poslanecké sněmovny PČR v roce 2017 kandidoval v Libereckém kraji za TOP 09 z 5. místa a získal 187 preferenčních hlasů, ale poslanecký mandát nezískal.
Po sněmovních volbách se podařilo TOP 09 v Liberci domluvit spolupráci s hnutím Starostové pro Liberecký kraj pro komunální volby v roce 2018 do Zastupitelstva města Liberec. Zdeněk Chmelík kandidoval za SLK z 8. místa a s 10 016 hlasy byl zvolen libereckým zastupitelem. Od roku 2018 je předsedou výboru pro rozvoj a životní prostředí a členem výboru pro územní plánování a dopravu. V roce 2019 se stal předsedou dozorčí rady Technických služeb města Liberec.
Pro krajské volby v roce 2020 se již spolupráci v Libereckém kraji s SLK domluvit nepodařilo. TOP 09 kandidovala v koalici s KDU-ČSL pod názvem Společně pro Liberecký kraj. V těchto volbách kandidoval ze 49. místa, získal 62 preferenčních hlasů a nebyl zvolen.
Ve volbách do Poslanecké sněmovny PČR v roce 2021 kandidoval jako lídr TOP 09 na 2. místě kandidátky volební koalice SPOLU (tj. ODS, KDU-ČSL a TOP 09) v Libereckém kraji, ale v důsledku nedostatečného počtu preferenčních hlasů se propadl až na 7. místo a nebyl zvolen.
Po těžkém průběhu nemoci covid-19 se v prosinci 2021 rozhodl, že přehodnotí své dosavadní směřování a přeruší své působení ve veřejné i vnitrostranické politice. V komunálních volbách v roce 2022 již neobhajoval mandát zastupitele města Liberec.
V lednu 2023 se stal novým krajským předsedou TOP 09 v Libereckém kraji a vystřídal tak dosavadního předsedu Martina Chrousta. Za hlavní cíl svého předsednictví si určil dostat kandidáty TOP 09 do Zastupitelstva Libereckého kraje v krajských volbách v roce 2024.